# 2018年伊奥尼亚海地震
2018年伊奥尼亚海地震是指2018年10月26日发生于伊奥尼亚海的强烈地震。该次地震震中位于北纬37.506度、东经20.563度，震级为MW 6.8级、Ms 7.0级，震源深度约为14.0千米，最大烈度为7度。截至2018年10月26日，该地震已造成3人受伤。

## 发震背景
地中海沿岸地区人口稠密、市镇广布，历史上地震灾害曾在该地区造成大量伤亡。地中海沿岸地区地震活跃性强、发震不确定性大。自15世纪以来，地震活动已造成当地至少35万居民罹难。其中有许多伤亡是由地震滑坡等地质灾害所造成的。如东阿尔卑斯地区于1348年发生的菲拉赫地震即引发这一地区较严重的地震次生灾害，震区山体滑坡范围大、影响广，盖尔阿谷淤塞严重，若干村落遭到掩埋。北地中海沿岸地区地处阿尔卑斯带，位于非洲板块和亚欧大陆板块的交界处，地质条件复杂。非洲板块以每年2厘米左右的速度抬升并释放能量，使该地地震活动频繁、大震事件频发。
1985年，塞萨洛尼基亚里士多德大学地震学教授马诺利斯·斯科迪利斯等人根据对1983年凯法利尼亚岛7.0级地震的分析，证明了伊奥尼亚海存在转换断层，证实了原有假设。由于该转换断层位于凯法利尼亚岛附近，故被地震学家命名为凯法利尼亚转换断层。美国地质调查局在本次地震发震后分析认为本次地震与凯法利尼亚转换断层无关。地震的初步震源机制表明，本次地震的起因是由于在近垂直的西北走向的断裂上或在倾角适中的北走向断裂上发生了斜滑。
此次地震震中附近地区历史地震记录较多，业已发生多次6级以上地震，1900年以来，本次地震震中距200千米内的地域共有13次6.5级以上的地震发生。其中，当地1947年10月发生的7.3级地震是这一地区有记录以来规模最大的地震。

## 参数测定
附属于雅典国家天文台的雅典地球动力学研究所最初测定的本次地震震级为ML 6.6级，随后修订为ML 6.4级。据美国地质调查局测定，本次地震的震级为MW 6.8级、Ms 6.8级，震源深度约为14.0千米，最大烈度为7度。欧洲和地中海地震中心测定的矩震级与美国地质调查局相同，均为MW 6.8级。亥姆霍兹德国地球科学研究中心最早测定的震级也为MW 6.8级，但该局在随后的关于本次地震的报告页中将震级修订为MW 6.7级。中国地震台网测得的震级较高，为Ms 7.0级。

## 海啸
欧洲和地中海地震中心在2018年伊奥尼亚海地震发生后警告说，本次地震可能会引发持续数小时的小规模海啸。在地震发生38分钟后，由联合国、欧洲联盟委员会和全球灾害管理机构合作开设的全球灾害预警与协调系统发布了第1份关于本次地震的海啸情报。该份情报向希腊和意大利发布了海啸观察预警（英語：Tsunami Watch），同时向克罗地亚、塞浦路斯、法国、以色列、黎巴嫩、摩纳哥、西班牙、叙利亚、土耳其和英国发布了海啸注意警报（英語：Tsunami Advisory）。向比利时、埃及、法国、德国、希腊、塞浦路斯、以色列、意大利、黎巴嫩、葡萄牙、西班牙、瑞典和土耳其发布了海啸消息（英語：Tsunami Information）。但实际上，海啸早在海啸情报发布前就已经到达了附近地区的沿岸，位于希腊扎金索斯岛的观测站在地震发生3分钟后就观测到了高度为0.1米的海啸。包括扎金索斯岛在内，位于希腊的13个海啸观测站和位于意大利的3个海啸观测站均观测到了高度为0.1米左右的海啸。

## 震害情况
受2018年伊奥尼亚海地震影响，除震中距最小的希腊外，还有至少8个国家和地区有震感，分别为马耳他、利比亚、意大利、马其顿、阿尔巴尼亚、波斯尼亚和黑塞哥维那、保加利亚和土耳其。美国地质调查局根据在线互联网震感调查收到的逾400份震感报告，推算出本次地震的最大烈度为7(VII)度。
受地震影响，希腊扎金索斯州的部分地区临时断电，一座位于西希腊大区皮尔戈斯的教堂发生坍塌。